# Belisarius
Belisarius es un género de escorpiones de la familia Troglotayosicidae.
Se distribuyen por el sudeste de Europa: en los Pirineos y el sur de la península ibérica (España).

## Especies
Se reconocen las siguientes:
- Belisarius ibericus Lourenço, 2015
- Belisarius xambeui Simón, 1879